# Championnat du Koweït de football 2007-2008
Navigation
Saison précédente Saison suivante
La saison 2007-2008 du Championnat du Koweït de football est la quarante-sixième édition du championnat de première division au Koweït. La Premier League regroupe les neuf meilleurs clubs du pays, regroupés au sein d'une poule unique où ils s'affrontent deux fois au cours de la saison, à domicile et à l'extérieur. À l'issue du championnat, les deux derniers du classement sont relégués et remplacés par le meilleur club de First Division, la deuxième division koweïtienne, pour refaire passer le championnat à huit équipes.
C'est le club d'Al Kuwait Kaifan, double tenant du titre, qui remporte à nouveau le championnat après avoir terminé en tête du classement final, avec un seul point d'avance sur le Qadsia Sporting Club et Al-Salmiya SC. C'est le 10e titre de champion du Koweït de l'histoire du club.
À la suite de la nouvelle réforme de la Ligue des champions de l'AFC et son extension à 32 équipes, le champion et le vainqueur de la Coupe du Koweït se qualifie désormais pour la Coupe de l'AFC.

## Les clubs participants
| - Al Arabi Koweït - Al-Salmiya SC - Kazma Sporting Club - Al Tadamon Farwaniya - Al Nasr Koweït - Promu de First Division | - Al Sahel - Al Kuwait Kaifan - Qadsia Sporting Club - Al Jahra - Promu de First Division |

## Compétition

### Classement
Le barème utilisé pour établir le classement est le suivant :
- Victoire : 3 points
- Match nul : 1 point
- Défaite : 0 point

| Rang | Équipe               | Pts | J  | G  | N | P  | Bp | Bc | Diff |
| ---- | -------------------- | --- | -- | -- | - | -- | -- | -- | ---- |
| 1    | Al Kuwait Kaifan T   | 35  | 16 | 11 | 2 | 3  | 25 | 10 | +15  |
| 2    | Qadsia Sporting Club | 34  | 16 | 10 | 4 | 2  | 33 | 11 | +22  |
| 3    | Al-Salmiya SC        | 34  | 16 | 10 | 4 | 2  | 29 | 14 | +15  |
| 4    | Al Arabi Koweït C    | 27  | 16 | 8  | 3 | 5  | 25 | 13 | +12  |
| 5    | Kazma SC             | 27  | 16 | 8  | 3 | 5  | 28 | 18 | +10  |
| 6    | Al Tadamon Farwaniya | 16  | 16 | 4  | 4 | 8  | 13 | 26 | -13  |
| 7    | Al Nasr Koweït P     | 15  | 16 | 4  | 3 | 9  | 16 | 30 | -14  |
| 8    | Al Sahel             | 8   | 16 | 2  | 2 | 12 | 9  | 32 | -23  |
| 9    | Al Jahra P           | 6   | 16 | 1  | 3 | 12 | 13 | 37 | -24  |

|  | Qualification pour la Coupe de l'AFC 2009                                           |
|  | Qualification pour la Coupe des clubs champions du golfe Persique 2008              |
|  | Relégation directe en deuxième division                                             |
|  | T : Tenant du titre C : Vainqueur de la Coupe du Koweït P : Promu de First Division |

## Bilan de la saison
| Championnat du Koweït de football 2007-2008      |                              |
| Champion                                         | Al Kuwait Kaifan (10e titre) |
| Coupes et trophées                               |                              |
| Vainqueur de la Coupe du Koweït 2007-2008        | Al Arabi Koweït              |
| Qualifications continentales                     |                              |
| Coupe de l'AFC 2009                              | Al Kuwait Kaifan             |
| Coupe de l'AFC 2009                              | Al Arabi Koweït              |
| Coupe des clubs champions du golfe Persique 2008 | Qadsia Sporting Club         |
| Coupe des clubs champions du golfe Persique 2008 | Al-Salmiya SC                |
| Promotions et relégations                        |                              |
| Promus en Premier League                         | Al Shabab Koweït             |
| Relégués en First Division                       | Al Sahel                     |
| Relégués en First Division                       | Al Jahra                     |